# Мамедов, Мамед Искендер оглы
Мамед Искендер оглы Мамедов (азерб. Məmməd İsgəndər oğlu Məmmədov; 1904, Карадаглы, Елизаветпольская губерния — 1981, Агдам) — советский азербайджанский политический деятель, Герой Социалистического Труда (1948).

## Биография
Родился Мамед Мамедов 25 июня 1904 в селе Карадаглы Шушинского уезда.
В 1926 году окончил военное училище в городе Гянджа. В 1937 году окончил Высшую партийную школу в Баку.
С 1926 по 1930 служил во втором полку Азербайджанской дивизии в городе Гянджа. С 1942 на Великой Отечественной войне. На войне капитан 223 танковой дивизии 4 Украинского фронта. Демобилизован в 1946 году.
С 1931 по 1932 год председатель Афатлинского сельсовета Агдамского района, с 1932 по 1934 год председатель Учогланского сельсовета Агдамского района. По окончании Высшей партшколы в 1937 году назначен заместителем директора МТС Тертерского района. С 1946 по 1972 год занимает различные должности — председатель Мирбаширского, Ждановского и Агдамского райисполкомов, первый секретарь Ждановского райкома партии, директор совхоза имени Натаван, председатель колхоза имени 26 Бакинских комиссаров. В 1947 году обеспечил своей работой перевыполнение в целом по Ждановскому району планового сбора урожая хлопка на 74,2 %.
Указом Президиума Верховного Совета СССР от 10 марта 1948 года за получение высоких урожаев хлопка Мамедову Мамеду Искендер оглы присвоено звание Героя Социалистического Труда с вручением ордена Ленина и золотой медали «Серп и Молот».
С 1972 года — председатель профсоюза работников пищевой промышленности и торговли Агдамского района.
В 1928 году вступил в ряды ВКП(б). Делегат XV, XXII, XXIII и XXIV партсъездов Компартии Азербайджана.
Скончался в 1981 году в городе Агдам.
Является братом Героя Социалистического Труда Мухтара Мамедова.